# Provinz Tomina
Die Provinz Tomina liegt im zentralen Teil des Departamento Chuquisaca im südamerikanischen Anden-Staat Bolivien.

## Lage
Sie ist eine von zehn Provinzen im Departamento Chuquisaca. Sie grenzt im Nordwesten an die Provinz Jaime Zudáñez, im Südwesten an die Provinz Azurduy, im Süden und Südosten an die Provinz Hernando Siles, im Osten an die Provinz Luis Calvo, im Nordosten an das Departamento Santa Cruz und im Norden an die Provinz Belisario Boeto.
Die Provinz erstreckt sich etwa zwischen 18° 53' und 19° 50' südlicher Breite und 63° 57' und 64° 40' westlicher Länge, ihre Ausdehnung von Westen nach Osten beträgt 75 Kilometer, von Norden nach Süden 110 Kilometer.

## Bevölkerung
Die Einwohnerzahl der Provinz Tomina ist zwischen 1992 und 2024 um ein Zehntel zurückgegangen:
| Jahr | Einwohner | Quelle       |
| ---- | --------- | ------------ |
| 1992 | 35.443    | Volkszählung |
| 2001 | 37.482    | Volkszählung |
| 2012 | 35.192    | Volkszählung |
| 2024 | 32.157    | Volkszählung |

77,4 Prozent der Bevölkerung sprechen Spanisch, 54,0 Prozent Quechua und 0,3 Prozent Aymara. (1992)
86,9 Prozent der Bevölkerung haben keinen Zugang zu Elektrizität, 92,6 Prozent leben ohne sanitäre Einrichtung (1992).
95,0 Prozent der Einwohner sind katholisch, 2,5 Prozent sind evangelisch (1992).

## Gliederung
Die Provinz Tomina gliedert sich in die folgenden fünf Municipios:
- Municipio Padilla – 7.542 Einwohner (Volkszählung 2024)
- Municipio Tomina – 8.341 Einwohner
- Municipio Sopachuy – 6.886 Einwohner
- Municipio Villa Alcalá – 3.752 Einwohner
- Municipio El Villar – 5.636 Einwohner

## Ortschaften in der Provinz Tomina
- Municipio Padilla
  - Padilla 3314 Einw.

- Municipio Tomina
  - Tomina 1523 Einw. – Fuerte Rua 523 Einw. – Arquillos 436 Einw. – Tarabuquillo 343 Einw.

- Municipio Sopachuy
  - Sopachuy 1937 Einw. – Amancaya 665 Einw. – Sipicani 592 Einw. – Mama Huasi 508 Einw. – Pampas Punta 409 Einw. – San Juan de Horcas 334 Einw. – Paslapaya Baja 184 Einw. – Tambillos 72 Einw.

- Municipio Villa Alcalá
  - Alcalá 1562 Einw. – Lima Bamba Centro 649 Einw.

- Municipio El Villar
  - El Villar 979 Einw. – Rodeito 230 Einw.